# Tschaikowski (Stadt)
Tschaikowski (russisch Чайковский) ist eine Stadt in der Region Perm in Russland. Sie hat 82.895 Einwohner (Stand: 14. Oktober 2010) und ist Verwaltungszentrum des gleichnamigen Rajons.

## Geographie
Die Stadt liegt im äußersten Südwesten der Region Perm, 325 km von deren Hauptstadt Perm entfernt, in der Nähe der Grenze zur Teilrepublik Udmurtien. Die nächstgelegenen Städte sind Wotkinsk (32 km nördlich) und Sarapul (38 km südwestlich), beide in Udmurtien gelegen.
Durch Tschaikowski fließt die Kama, die nördlich davon, am Zusammenfluss mit der Saigatka, den Wotkinsker Stausee bildet. Aufgrund der Lage der Stadt zwischen der Kama im Westen, dem Stausee im Norden und der durch die Stauung verbreiterten Saigatka im Osten ähnelt das Stadtgebiet von Tschaikowski einer Halbinsel.

## Geschichte

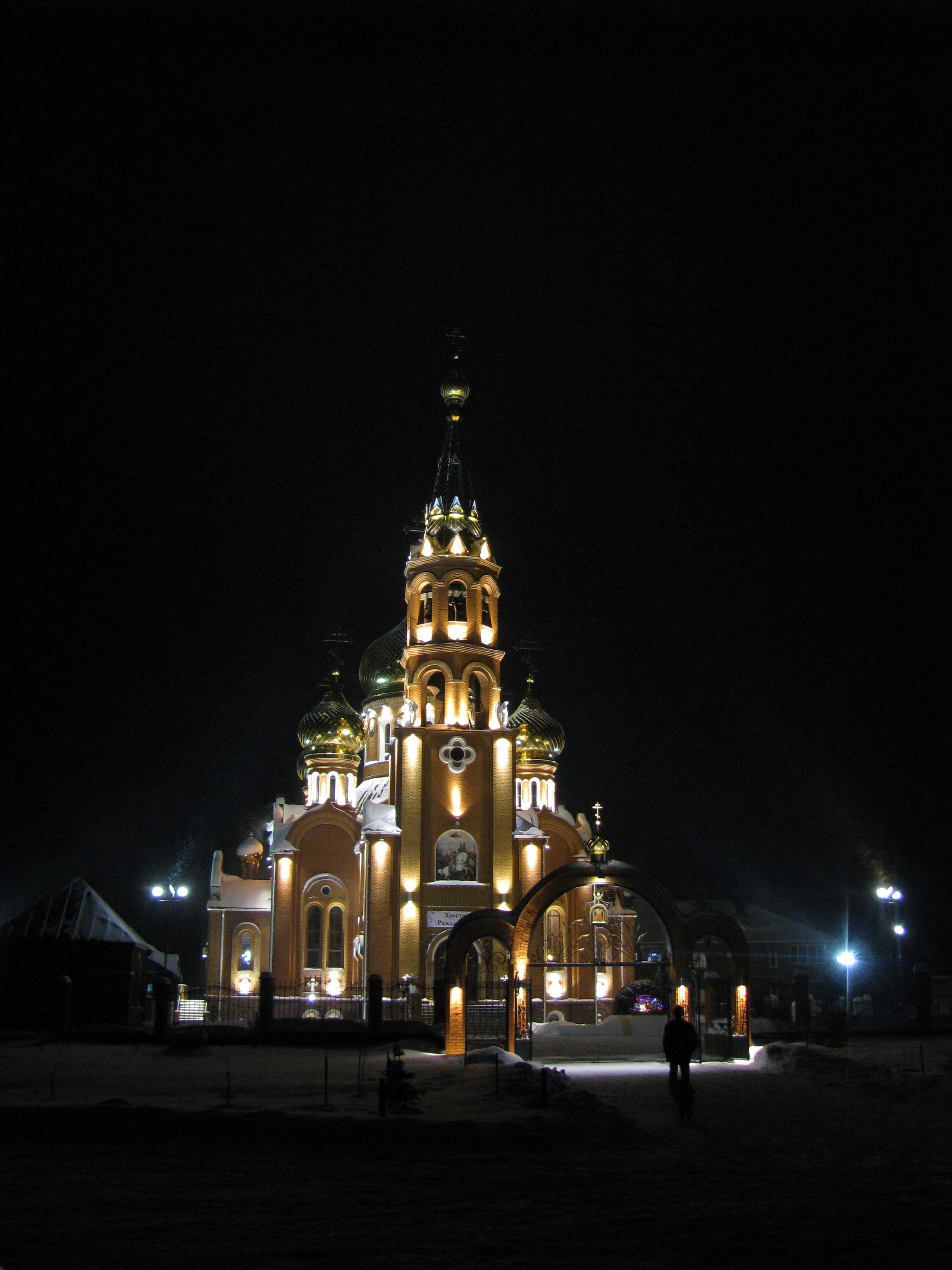
Orthodoxe Kirche St. Georg in Tschaikowski

Die Stadt wurde 1955 an der Stelle eines ehemaligen Dorfes namens Saigatka gegründet. Anlass für die Stadtgründung war der Bau eines Wasserkraftwerkes an der Kama, in dessen Zuge auch der Wotkinsker Stausee gebildet wurde. Das Kraftwerk wurde 1965 fertiggestellt und dient vor allem der Energieversorgung des nahe gelegenen Udmurtien und des südlichen Permer Gebiets.
Benannt wurde die Stadt nach dem bedeutenden Komponisten Pjotr Tschaikowski, der in der Nähe, in Wotkinsk, geboren wurde.

### Bevölkerungsentwicklung
| Jahr | Einwohner |
| ---- | --------- |
| 1959 | 12.752    |
| 1970 | 48.034    |
| 1979 | 70.273    |
| 1989 | 85.849    |
| 2002 | 86.714    |
| 2010 | 82.895    |

Anmerkung: Volkszählungsdaten

## Wirtschaft und Verkehr
Neben dem Wotkinsker Wasserkraftwerk, das heute zum Energieversorger RusHydro gehört, verfügt die Stadt über ein Heizkraftwerk sowie eine Reihe von Industriebetrieben wie beispielsweise die Textilfabrik Tschaikowski Textil und das Chemiekombinat Uralorgsintes.
Die Stadt besitzt einen Binnenhafen an der Kama sowie einen Eisenbahnanschluss an einer Stichstrecke der Hauptlinie Kasan–Jekaterinburg.

## Städtepartner- und Freundschaften
Mit Neustrelitz in Deutschland existiert seit 1993 eine Städtefreundschaft, die anlässlich des Abzuges der Streitkräfte der ehemaligen Sowjetunion eingerichtet wurde.

## Sport
In der Stadt befindet sich die Skisprungschanzenanlage Sneschinka, auf der regelmäßig Wettbewerbe stattfinden.

## Söhne und Töchter der Stadt
- Jekaterina Jurjewa (* 1983), Biathletin
- Marsel Scharipow (* 1985), Biathlet
- Sergei Kljatschin (* 1986), Biathlet
- Iwan Anissimow (* 1987), Skilangläufer
- Jekaterina Glasyrina (* 1987), Biathletin
- Sergei Schilow (* 1988), Bahn- und Straßenradrennfahrer
- Jewgeni Siwoscheles (* 1988), Volleyballspieler
- Gleb Retiwych (* 1991), Skilangläufer
- Alexander Petschonkin (* 1991), Biathlet
- Ljubow Altschikowa (* 1996), Skispringerin
- Xenija Kablukowa (* 1998), Skispringerin